# 左师勃
左师勃（？—？），子姓，名勃，是宋穆公的儿子，宋庄公的弟弟，宋国左师。
宋宣公对弟弟公子和说：“比起与夷，我更喜爱你，做宗庙社稷的主人，与夷也不如你，你何不做国君呢？”宋宣公死后，公子和继位，即宋穆公，他把自己的两个儿子公子冯和左师勃驱逐出宋国，告诉他们说：“你们是我的儿子，活着不要相见，死了也不要相哭。”与夷对宋穆公说：“先君之所以不把国家交给下臣而交给国君你，是因为你可以做社稷宗庙的主人。现在你把自己的两个儿子赶出去，将要把国家交给我，这不是先君的意思。假如儿子可以驱逐，先君就会把我赶走了。”宋穆公说：“先君不把你赶走，就可以知道他的本意，我现在只是摄政。”宋穆公最终还是传位给与夷。